# Монсеверу
Монсеверу (фр. Montseveroux) — коммуна во Франции, находится в регионе Рона — Альпы. Департамент коммуны — Изер. Входит в состав кантона Борепер. Округ коммуны — Вьенн.
Код INSEE коммуны — 38259. Население коммуны на 1999 год составляло 782 человека. Населённый пункт находится на высоте от 289 до 452 метров над уровнем моря. Муниципалитет расположен на расстоянии около 430 км юго-восточнее Парижа, 38 км южнее Лиона, 65 км северо-западнее Гренобля. Мэр коммуны — Mr Marc BONNET, мандат действует на протяжении 2008—2014 гг.
Динамика населения (INSEE):